# Fabrique royale prussienne de fusils

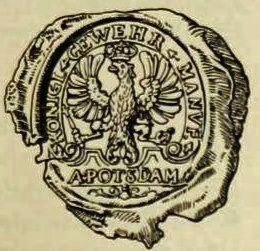
Sceau du fabricant de fusils de Potsdam.

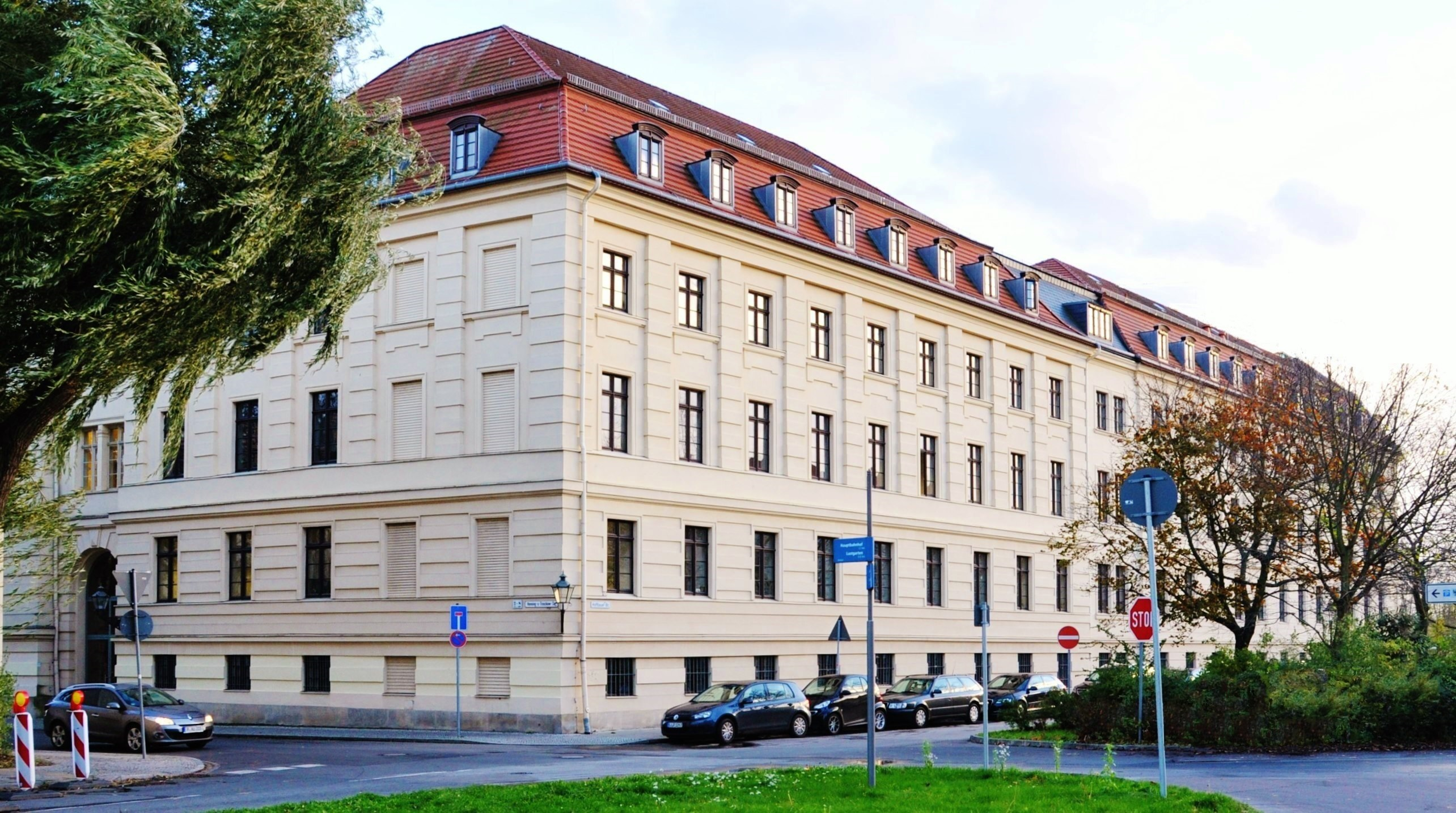
Une partie du bâtiment principal de l'ancienne fabrique de fusils de Potsdam ; situation structurelle en 2013.

La Fabrique royale prussienne de fusils est le plus ancien fabricant de fusils de Prusse et est fondée en 1722 par Frédéric-Guillaume Ier, le « Roi Soldat ». Il finance la construction et l'équipement technique des ateliers et fait construire des maisons et des églises pour les ouvriers catholiques
Conformément au sens du mot « fusil » à l'époque, la fabrique de fusils fabrique non seulement des armes de poing, mais aussi des armes tranchantes et des armes blanches. Le principal client est l'armée prussienne. Jusqu'en 1850, la production est entre des mains privées dans le cadre d'un contrat de location. L'entreprise est ensuite reprise par l'État et le site de Potsdam est abandonné. L'usine de Spandau constitue la base de l'industrie d'armement locale.
L'histoire de près de 200 ans de la fabrique de fusils prend fin en 1919 après la Première Guerre mondiale, sous les restrictions du traité de Versailles. La fabrique de fusils, ainsi que douze autres ateliers militaires et navals, deviennent une partie de la Deutsche Werke AG nouvellement créée, dont les entreprises produisent désormais pour les besoins civils et opèrent désormais sous le nom de Deutsche Industriewerke (de).

## Débuts
Lorsque Frédéric-Guillaume Ier monte sur le trône en 1713, la Prusse est un État faible sur le plan économique et militaire, qui ne possède que quelques fabriques d'armes : fonderie de canons (de) à Berlin, fonderie de boulets de canon à Zehdenick, forge de lames (de) à Hagen. Il poursuit les mesures introduites par son grand-père, le Grand Électeur, dans le cadre de l'ordre mercantiliste visant à stimuler le commerce, négligé par son successeur, dans une mesure croissante dans le domaine de la production d'armes. Ici aussi, « l’argent doit rester dans le pays » grâce à l’autosuffisance.

## Planification et fondation
L'inspiration pour la création de l'usine de fusils vient de Gottfried Adolph Daum (de), qui, avec son partenaire David Splitgerber (de), dirige la société commerciale Splitgerber & Daum (de), dont l'activité est pendant des décennies axée sur le commerce des équipements militaires et des munitions d'artillerie. Les négociations au nom du roi sont dirigées par le colonel Christian Nicolaus von Linger (de), qui plus tard contribue également à la fabrique royale de poudre (de) et à l'armurerie. Après Gottfried Daum présente son projet « Comme son roi. La nouvelle usine de fusils de Votre Majesté à Dero Lande peut être stabilisée [...] et de bons fusils peuvent être fabriqués […]», le roi le confirme par une résolution suprême du 31 mars 1722, qui doit constituer la base de la coopération. Il garantit aux ouvriers des privilèges (libre exercice de la religion, autorisation de consommer de l'eau-de-vie dans l'enceinte de l'usine, exemption des réglementations cantonales). Les entrepreneurs bénéficient également de droits spéciaux, auxquels ils ne peuvent toutefois pas se prévaloir en cas d'urgence.
L'emplacement idéal est la ville de résidence royale militairement sécurisée de Potsdam, qui appartient à la seigneurie des Hohenzollern et est devenue une ville de garnison.
La production est divisée. Pour tous les travaux grossiers tels que le forgeage, le perçage, le martelage et le meulage, une zone est trouvée en dehors de la ville de Spandau, qui appartient également au roi. La voie navigable de la Havel peut être utilisée pour transporter les pièces de fusil. La production finale, le contrôle qualité, l'administration et la gestion se font à Potsdam. L'usine de fusils, avec son statut immédiat, appartient au secteur militaire et est directement subordonnée à la Cour royale et à la Cour de chambre
Les spécialistes nécessaires à la mise en œuvre du projet, qui n'existent pas en Prusse, sont recrutés par Gottfried Daum principalement à Liège, alors centre de production d'armes. Une fois les ateliers et les bâtiments d'habitation achevés, Splitgerber & Daum peuvent louer l'usine de fusils en 1722 et Gottfried Daum en reprend la direction. Certains maîtres sont également donnés au roi par la fabrique de fusils d'Essen

## Emplacement de Potsdam

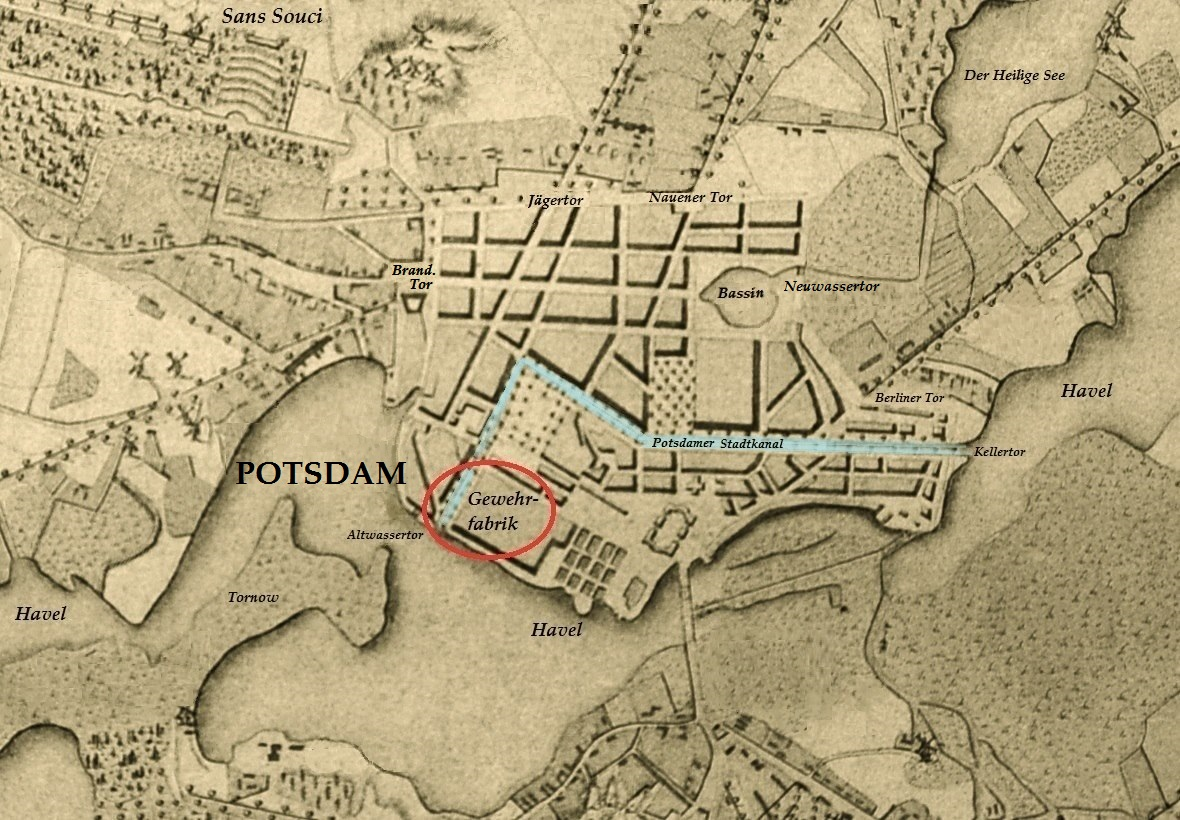
Potsdam vers 1785.

L'usine de fusils est construite sur une propriété à l'Est du fossé de drainage, près de son entrée dans la Havel. Parallèlement à la construction de l'usine, le roi fait agrandir ce fossé pour en faire une voie de transport vers le canal de la ville de Potsdam (de) et aménager la rue non pavée An der Pistolenfabrik (aujourd'hui : Hoffbauerstraße). Le pavage a lieu 40 années plus tard.
La première pierre de la fabrique – composée de bâtiments individuels à deux étages – est posée le 26 mars 1722. Le roi complète le complexe avec la petite église qu'il a offert aux ouvriers catholiques recrutés.
Après l'achèvement de la construction précédente de l'église de garnison la même année, les travaux commencent sur le grand orphelinat militaire de l'autre côté du canal de la ville, qui est également destiné à produire du sang neuf pour la fabrique de fusils. Tous les bâtiments de cette période sont construits en colombages sur un sous-sol dangereux.

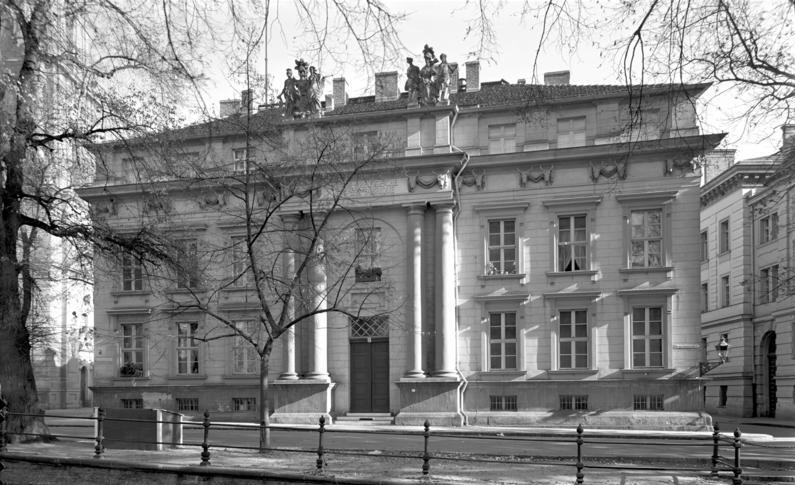
Ancien bâtiment du siège de la fabrique de fusils de Johann Gottfried Büring ; vers 1910

Les premiers dégâts sont constatés dans l'église de garnison, qui est ensuite démolie et remplacée en 1730 par le nouveau bâtiment bien connu de Philipp Gerlach. Petit à petit, les autres bâtiments doivent également être rénovés. Entre 1776 et 1780, la fabrique de fusils reçoit un bâtiment principal massif de quatre étages basé sur les plans de Georg Christian Unger. S'ensuit un développement ultérieur en bordure de la grande propriété, les bâtiments à colombages de la ferme continuant à être utilisés pendant un certain temps. De 1771 à 1778, l'orphelinat militaire est reconstruit selon les plans de Carl von Gontard. Un bâtiment de direction pour la fabrique de fusils de Johann Gottfried Büring est construit en 1755 sur la propriété d'angle de la Breitestraße/An der Rifle Factory. La maison, aujourd'hui disparue, abrite les appartements officiels du commissaire royal et du directeur de la fabrique de fusils. Le directeur de longue date, avec 45 ans de service (1740-1785), est Johann Friedrich Rücker, dont la tombe est conservée au cimetière de Bornstedt.
La production d’armes à Potsdam prend fin 1850, ce qui signifie que la ville perd son plus grand fabricant. L'industrie d'armement prussienne est concentrée à Spandau. La fabrique de fusils de Potsdam est transformée en caserne et fait partie du complexe immobilier du 1er régiment à pied de la Garde. La partie du bâtiment principal de l'usine encore conservée aujourd'hui (Hoffbauerstraße à l'angle de la Henning-von-Tresckow-Straße) est un bâtiment classé et est utilisée par le ministère de l'Infrastructure et de l'Agriculture de l'État de Brandebourg (à partir de 2013).

## Localisation de Spandau

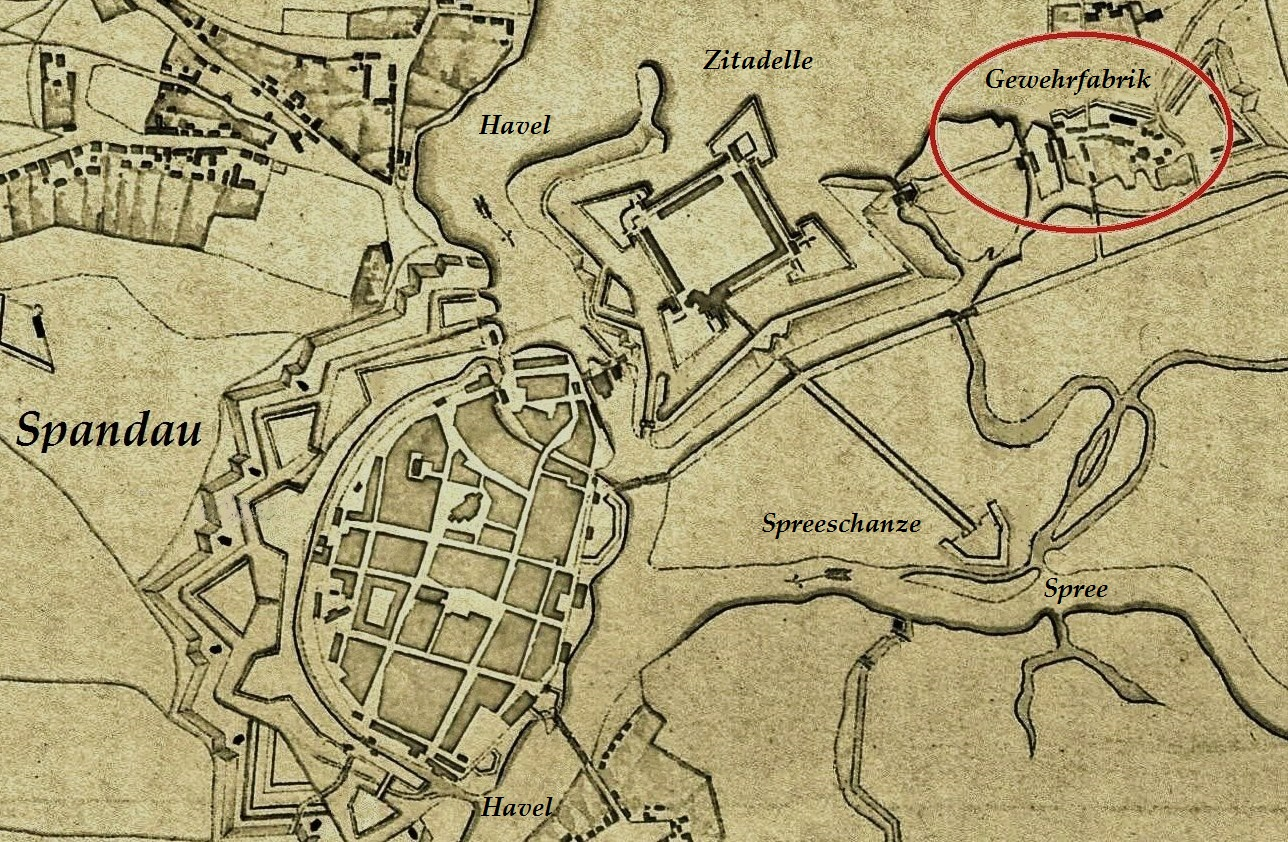
Spandau vers 1812.

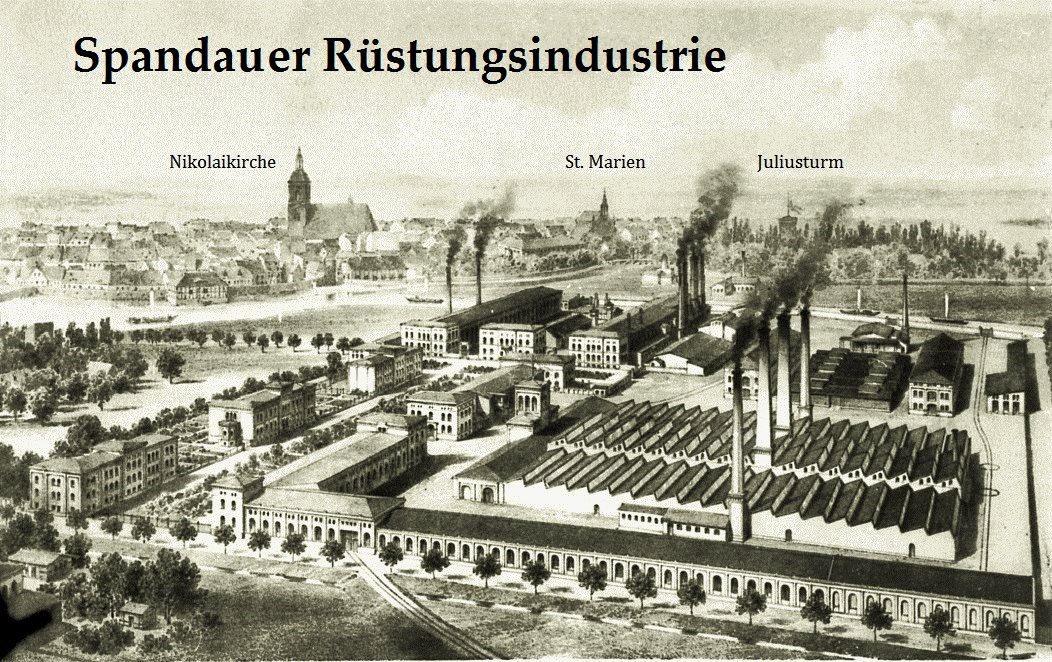
Complexe industriel Spandau-Stresow 1869 avec fabrique de fusils, fonderie d'armes, fabrique de poudre, fabrique de munitions, atelier d'artillerie.

La zone du quartier « Plan » (plus tard : « Plan de fusil et fabrique de poudre ») est visible à l'Est de la citadelle de Spandau et est plus tard incluse dans la forteresse de Spandau agrandie. À Spandau également, les premiers bâtiments - tant les maisons des ouvriers que les ateliers - sont de simples bâtiments à colombages. La petite église à colombages (de) construite ici pour les carabiniers catholiques recrutés à Liège est la première église catholique nouvellement construite en Prusse après la Réforme ; En raison de la croissance de la communauté, elle est remplacée en 1847/48 par la plus grande église Sainte-Marie de Behnitz (de), qui existe encore aujourd'hui. Les marteaux hydroélectriques et les foreuses pour le traitement du fer sont situés à Spandau. En 1726, Gottfried Daum créé un entrepôt pour les boulets de canon coulés à Zehdenick
En 1755, le roi finance un nouveau foreur et un nouveau dépôt de fer. Cependant, il ne veut pas donner « un centime » pour l'entretien nécessaire des bâtiments de l'usine, car cela ne profiterait qu'aux entrepreneurs. Dans les années 1775-1777, il commande finalement d'importants travaux de réparation d'ateliers et de maisons.
Avec le déménagement du Laboratoire royal de feux d'artifice de Berlin à la Citadelle de Spandau (1817) et le déménagement de la fabrique royale de poudre (de) de Jungfernheide (de) près de Berlin à Spandau (1834), deux autres entreprises de l'industrie de l'armement s'installent ici en plus de la fabrique de fusils déjà établie. Viennent ensuite en 1855 de nouveaux bâtiments pour la fonderie d'armes (de) et en 1869/70 par l'atelier d'artillerie avec un nouveau marteau et un laminoir . Dans ces deux usines militaires, les employés produisent, entre autres, des affûts, des avant-trains et des chariots à munitions sur des machines Seutker. De plus, les grenades et les fusils sont fabriqués en bronze. Entre 1868 et 1887, un nouvel atelier de forage et un atelier de tournage de balles sont ajoutés
La commission d'essai des fusils (de) commence ses travaux à Spandau en 1877

## Bail inhabituel

### Situation initiale
La base est la résolution royale du 31 mars 1722 - une déclaration d'intention unilatérale de Frédéric-Guillaume Ier en faveur des entrepreneurs à qui il doit la fabrication des fusils. En guise de reconnaissance, il leur cède gratuitement la fabrique pour un « usage perpétuel »
La bonne volonté s'exprime également dans le fait que les entrepreneurs sont autorisés à prendre les armes nécessaires à l'exportation dans les arsenaux royaux. Cela signifie qu'une livraison rapide est possible, quelle que soit la production en cours. Le réapprovisionnement des arsenaux en nature peut s'effectuer en plusieurs étapes annuelles. En échange, au fil du temps, les entrepreneurs doivent accepter des réductions d’autres privilèges et une ingérence autocratique dans la production et l’administration.

### Interventions de la Couronne
C'est le roi soldat lui-même, économe, qui commence. En tant que fondateur de la fabrique, il fixe le prix d'un mousquet à 7 thalers et 12 groschens. mais ne paye ensuite que 6 thalers et 19 groschens. Après avoir largement satisfait à ses besoins, les commandes diminuent et le roi veut réduire le prix à six thalers. Ce diktat des prix est encore accru la dépendance déjà existante de la production à l'égard de la volonté du souverain de s'armer et de faire la guerre. Lorsque les entrepreneurs veuvent alors se retirer de l'ensemble du projet, il accepte finalement payer 6 thalers et 12 groschens
D'autres interventions comprennent l'utilisation du fer de Silésie, qui entraîne des pertes et des coûts de production importants, une ingérence dans les questions de personnel, entraînant la perte de 30 000 thalers, la nomination des directeurs de l'État et d'une commission d'inspection des fusils.
La position unique garantie en tant que producteur d'armes en Prusse  est violée avec la fondation de la fabrique royale de fusils de Saarn (de) en 1815.
Avec cette suppression progressive des droits spéciaux, on s'éloigne également de la pensée mercantiliste, ce qui conduit finalement à la résiliation du contrat de bail par l'État (1850). Les entrepreneurs acceptent le changement de circonstances politiques et une compensation de 42 000 thalers

### Productivité variable
Des années de boom – notamment pendant les guerres de Silésie – alternent avec des périodes de chômage partiel. Les profits importants des années de production élevée sont compensés par les pertes résultant du paiement continu des salaires en temps de paix et des dommages causés par la guerre (cotisations, confiscations, fermetures d'usines). Des baisses de productivité se produisent à chaque fois qu’un modèle est modifié. Les problèmes de démarrage s'accruent à mesure que les armes deviennent de plus en plus compliquées.

### Difficultés de travail
Le roi-soldat insiste pour un démarrage précoce de la production, même si toutes les conditions ne sont pas réunies. Au cours des premières années, les baguettes proviennent de Solingen et les crosses de fusils en bois de Nuremberg. Le plus grand défi est le problème récurrent de personnel. Il faut constamment recruter de nouvelles personnes car les travailleurs déçus rentrent chez eux. Cet exode s'accentue lorsque, pendant les guerres de Silésie, les ouvriers de la fabrique de fusils reçoivent l'ordre du roi de suivre les troupes combattantes et d'effectuer sur place les réparations des fusils. Le simple fait de licencier du personnel provoque un goulot d'étranglement du personnel dans la fabrique, ce qui signifie que les besoins accrus en armes dus à la guerre ne peuvent pas être satisfaits. Splitgerber & Daum (de) doit acheter 20 000 fusils provenant de tiers, sans aucun profit.
Le déclin de l’autorité des employeurs conduit à la résistance des travailleurs à l’introduction de nouveaux procédés de fabrication. L'utilisation de gabarits (1827) pour les parties de la platine du fusil n'est mise en œuvre que difficilement, tout comme l'utilisation de la première machine à vapeur (1843)
En 1840, le mécontentement ouvrier s'est transformé en rébellion ouverte, à laquelle il faut mettre fin avec l'aide de la police et de l'armée. Le résultat est une réglementation officielle pour les travailleurs de la fabrique royale de fusils

## Production d'armes de 1722 à 1850

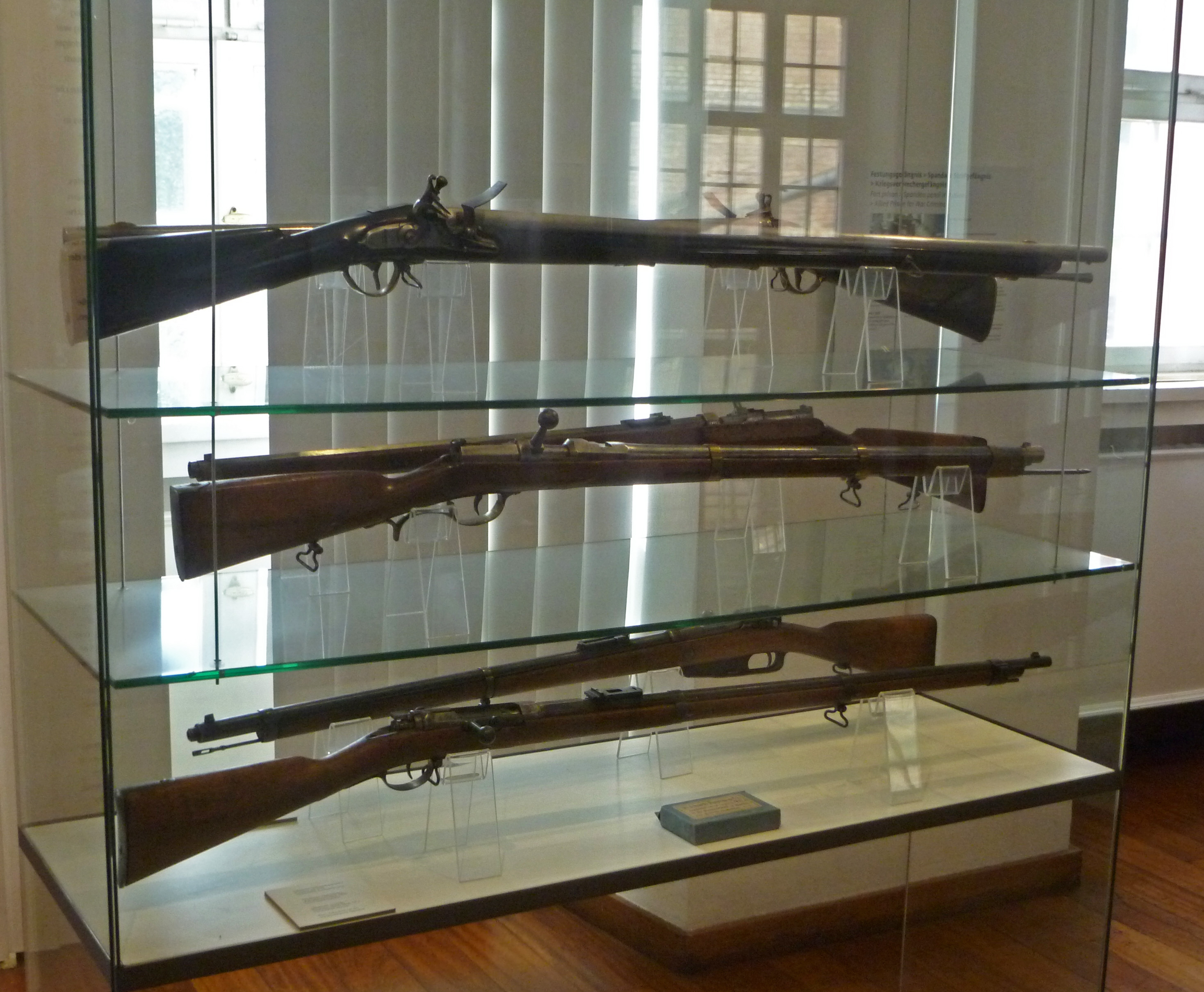
Vitrine de la citadelle de Spandau (de haut en bas) : mousquet 1770, fusil à aiguilles Dreyse 1854 et fusil d'infanterie 1871

La première arme de poing de la production de Potsdam-Spandau, le fusil d'infanterie M/1723 à silex, est une réplique d'un mousquet du fabricant liégeois FP Henoul, qui est l'un des anciens fournisseurs de l'armée prussienne. Le fusil de chasse, qui est modifié à plusieurs reprises, est également fabriqué pour être exporté vers des pays amis. La production du fusil d'infanterie modèle 1780/87 commence en 1780. Il est suivi en 1801 par le fusil Nothardt (de), dont l'introduction générale est empêchée par les conflits militaires avec Napoléon. Après la réforme militaire de Scharnhorst et le retrait des Français, la fabrique de fusils reprend ses travaux sur un mousquet amélioré, le nouveau fusil d'infanterie prussien M/1809 (de). La plupart de ces fusils sont ensuite convertis en platines à percussion.
Le fusil à aiguilles de Johann Nikolaus von Dreyse marque le début d'une nouvelle ère dans le domaine des armes et de la technologie de combat. Afin de prévenir l'espionnage, le fusil ne doit être fabriqué que dans la propre usine de Dreyse et dans les institutions de l'État. La Prusse résilie donc le contrat de location avec la maison de commerce Splitgerber & Daum - plus récemment les frères Schickler - et concentre la production d'armes à Spandau.
Dès le début, le programme de production de la fabrique comprend également des pistolets et des carabines . Les armes blanches sont constituées d'épées, de sabres, de piques et de baïonnettes. En 1750 débute la production de cuirasses
Au cours du 130 années de location, les armes reçoivent les marquages officiels « POTSDAMMAGAZ » et l'aigle prussien ainsi que les initiales des locataires, bien qu'il y a trois versions en raison du changement de génération : « S&D » pour Splitgerber & Daum ou Daumsche Erben (1722 –1779), « DSE » pour David Splitgerber seel. Erben (1780-1795) et « GS » pour les frères Schickler (1795-1850)

## Production d'armes de 1852 à 1918
Après la fermeture des installations de production de Potsdam en 1850 et la concentration à Spandau-Stresow - avec la modernisation correspondante des systèmes techniques - la première arme fabriquée là-bas est le fusil à aiguilles Dreyse M/41, qui peut conserver son avance en matière de technologie des armes pendant environ 20 ans. Ensuite, le développement du fusil Chassepot français supérieur rend également nécessaire un modèle successeur de Dreyse (M/62), qui est finalement remplacé par le fusil Mauser M/71.

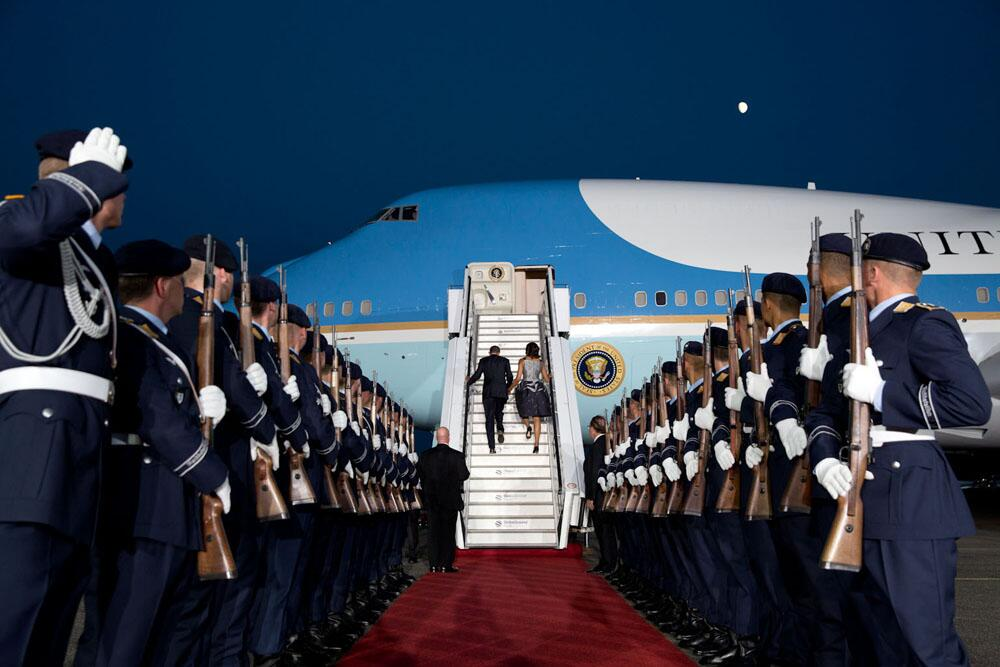
Haie d'honneur à la fin de la visite d'État de Barack et Michelle Obama, Berlin 2013.

Après sa création en 1877, la commission d'essai des fusils (de) basée à Spandau commence à développer son propre fusil, le « fusil de commission » portant le nom officiel de Gewehr 88. Bien que des millions d'entre eux sont produits dans d'autres fabriques de fusils, ils ne répondent pas aux attentes, c'est pourquoi on envisage rapidement une nouvelle arme. Le résultat est le Mauser Model 98, fabriqué en différentes versions à partir de 1898 et qui fait partie de l'équipement standard de l'armée pendant la Première Guerre mondiale. Ce fusil est encore utilisé aujourd'hui (depuis 2013) par le bataillon de garde du ministère fédéral de la Défense (de) à des fins protocolaires.

## Directeurs
- 1841-1842 Gebhard von Colomb
- 1852-1854 Major Linger
- 1854 Hauptmann Karl von Avemann (de)
- 1854-1857 Hauptmann Von Garnier
- 1857-1875 Hauptmann Hermann von Schaetzel (de)
- 1875-1877 Oberst Eduard Albert Friedrich Klatten (de)
- 1877-0000 Major Gerhardt